# Pătaș, Caraș-Severin
Pătaș este un sat în comuna Prigor din județul Caraș-Severin, Banat, România.

## Legături externe

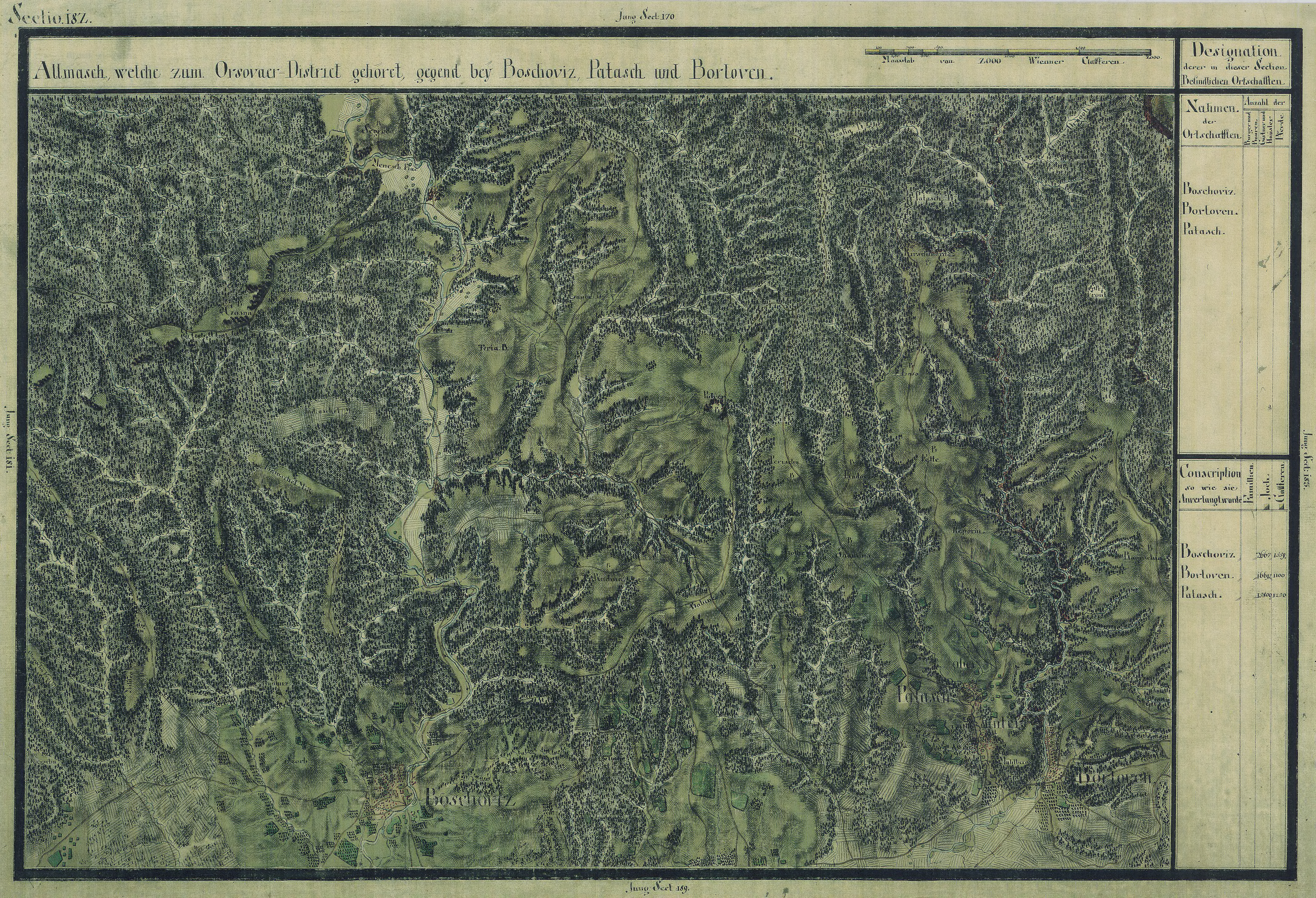
Pătaș în Harta Iosefină a Banatului, 1769-72